# Héctor Ortíz
Héctor Ortíz (Encarnación, 1933. április 5. –) paraguayi nemzetközi labdarúgó-játékvezető. Teljes neve: Héctor Ortíz Ramirez. Polgári foglalkozása: bank- és pénzügyi szakember.

## Pályafutása

### Nemzeti játékvezetés
A játékvezetői vizsgát 1963-ban tette le. A küldési gyakorlat szerint rendszeres partbírói tevékenységet is végzett. 1965-ben lett az I. Liga játékvezetője. A nemzeti játékvezetéstől 1982-ben vonult vissza.

### Nemzetközi játékvezetés
A Paraguayi labdarúgó-szövetség Játékvezető Bizottsága (JB) terjesztette fel nemzetközi játékvezetőnek, a Nemzetközi Labdarúgó-szövetség (FIFA) 1967-től tartotta nyilván bírói keretében. A FIFA JB központi nyelvei közül a angolt beszéli. 
Több nemzetek közötti válogatott és klubmérkőzést vezetett, vagy működő társának partbíróként segített. A paraguayi nemzetközi játékvezetők rangsorában, a világbajnoksá sorrendjében többedmagával a 4. helyet foglalja el 1 találkozó szolgálatával. Az aktív nemzetközi játékvezetéstől 1982-ben búcsúzott.

#### Labdarúgó-világbajnokság

##### U20-as labdarúgó-világbajnokság
Japán rendezte a 2., az 1979-es ifjúsági labdarúgó-világbajnokságot, ahol a FIFA JB bíróként vette igénybe szolgálatát.

###### 1979-es ifjúsági labdarúgó-világbajnokság
| Időpont             | Helyszín                | Mérkőzés típusa           | Mérkőzés      | Eredmény | Nézők száma |
| ------------------- | ----------------------- | ------------------------- | ------------- | -------- | ----------- |
| 1979. augusztus 27. | Olimpiai Stadion, Tokió | előselejtező (A. csoport) | Algéria–Japán | 0 – 0    | 32 000      |

---
A világbajnoki döntőkhöz vezető úton Spanyolországba a XII., az 1982-es labdarúgó-világbajnokságra a FIFA JB játékvezetőként alkalmazta. A FIFA JB elvárása szerint, ha nem vezetett, akkor partbíróként tevékenykedett. Egy csoportmérkőzésen egyes számú besorolást kapott, játékvezetői sérülés esetén továbbvezethette volna a találkozót. Világbajnokságon vezetett mérkőzéseinek száma: 1 + 1 (partbíró).

##### 1982-es labdarúgó-világbajnokság

###### Világbajnoki mérkőzés
A mérkőzésen fegyelmezési taktikából három sárga és egy piros lapot mutatott fel.
| Időpont          | Helyszín                   | Mérkőzés típusa              | Mérkőzés                     | Eredmény | Nézők száma |
| ---------------- | -------------------------- | ---------------------------- | ---------------------------- | -------- | ----------- |
| 1982. június 25. | Mestalla Stadion, Valencia | csoportmérkőzés (5. csoport) | Észak-Írország–Spanyolország | 1 – 0    | 49 562      |

#### Copa América
Az 1975-ös Copa América a 30., az 1983-as Copa América a 32. kiírása volt, egyik tornának sem volt házigazdája. Az 1975-ös volt az első torna Copa América néven.

##### 1975-ös Copa América

###### Copa América mérkőzés
| Időpont          | Helyszín                      | Mérkőzés típusa              | Mérkőzés      | Eredmény | Nézők száma |
| ---------------- | ----------------------------- | ---------------------------- | ------------- | -------- | ----------- |
| 1975. július 20. | Jesús Bermúdez Stadion, Oruro | csoportmérkőzés (B. csoport) | Bolívia–Chile | 2 – 1    | 18 000      |

##### 1983-as Copa América

###### Copa América mérkőzés
| Időpont           | Helyszín                       | Mérkőzés típusa     | Mérkőzés         | Eredmény | Nézők száma |
| ----------------- | ------------------------------ | ------------------- | ---------------- | -------- | ----------- |
| 1983. október 27. | Estadio Centenario, Montevideo | döntő első mérkőzés | Uruguay–Brazília | 2 – 0    | 65 000      |

#### Nemzetközi kupamérkőzések
Vezetett kupadöntők száma: 1.

##### Copa Libertadores
| Időpont            | Helyszín               | Mérkőzés típusa     | Mérkőzés                       | Eredmény | Nézők száma |
| ------------------ | ---------------------- | ------------------- | ------------------------------ | -------- | ----------- |
| 1978. november 23. | Olimpiai Stadion, Cali | döntő első mérkőzés | Deportivo Cali–CA Boca Juniors | 0 – 0    | 50 000      |

## Külső hivatkozások
- Héctor Ortíz. World Referee. [2016. március 4-i dátummal az eredetiből archiválva]. (Hozzáférés: 2015. március 24.)
- Héctor Ortíz. footballzz.com. (Hozzáférés: 2015. március 24.)
- Héctor Ortíz. scoreshelf.com. [2015. december 19-i dátummal az eredetiből archiválva]. (Hozzáférés: 2015. március 24.)
- Héctor Ortíz. weltfussball.de. (Hozzáférés: 2015. március 24.)

| Elődje: César Orozco | Copa Libertadores döntő 1977–1978 | Utódja: Edison Peréz Nuñez |

| Elődje: Arnaldo Coelho | Copa América döntő 1983 | Utódja: Edison Peréz Nuñez |